# Eden Games
Az Eden Games (korábban Eden Studios) egy francia székhelyű videójáték-fejlesztő cég volt. A stúdiót 2002 májusában felvásárolta az Infogrames Group. A cég elsősorban a V-Rally és a Test Drive Unlimited sorozatai révén vált ismert. A vállalat az Atari teljes tulajdonú leányvállalata volt, amíg az 2013-ban be nem záratta a céget. A vállalat 2014-ben az ID Invest és Monster Capital anyagi támogatásával újra megnyílt.

## Videójátékaik
Eden Studios néven
- 1998 - V-Rally (PlayStation, Nintendo 64, PC, Game Boy)
- 1999 - V-Rally 2 (PlayStation, Dreamcast, Windows)
- 2000 - Need for Speed: Porsche Unleashed (PlayStation, Windows)
- 2002 - V-Rally 3 (Xbox, PlayStation 2, GameCube, Windows, Game Boy Advance)

Eden Games néven
- 2003 - Kya: Dark Lineage (PlayStation 2)
- 2004 - Titeuf : Mega Compet (PlayStation 2, Game Boy Advance, Windows)
- 2006 - Test Drive Unlimited (Xbox 360, PC, PlayStation 3, PlayStation 2, PlayStation Portable)
- 2008 - Alone in the Dark (Xbox 360, PlayStation 3, Windows)
- 2011 - Test Drive Unlimited 2 (Xbox 360, PlayStation 3, Windows)
- 2015 - GT Spirit (Apple TV)
- 2016 - Gear.Club (Android, iOS)
- 2017 - Gear.Club Unlimited (Nintendo Switch)
- 2018 - Gear.Club Unlimited 2 (Nintendo Switch)
- 2019 - Gear.Club Unlimited 2: Porsche Edition (Nintendo Switch)
- 2019 - F1 Mobile Racing (iOS, Android)
- 2020 - Gear.Club Unlimited 2: Tracks Edition (Nintendo Switch)
- 2021 - Gear.Club Unlimited 2: Definitive Edition (Nintendo Switch)
- 2021 - Gear.Club Unlimited 2: Ultimate Edition (PlayStation 4, Xbox One, PlayStation 5, Xbox Series X/S, Steam)
- 2022 - Gear.Club Stradale (Apple Arcade)
- 2022 - Smurfs Kart (Nintendo Switch)

## Fejlesztői sztrájk
A tömeges elbocsátásokra hivatkozva az Eden Games fejlesztői 2011. május 11-én egy napos sztrájkot tartottak. Amikor cég anyavállalata, az Atari bejelentette, hogy a 80 alkalmazottból 51-et ki fog rúgni, akkor a cég emberei sztrájkba vonultak és kihirdettek egy listát a követeléseikről az Atari vezérkarának. A követelésükben egy tárgyalást kértek Jim Wilsonnal, az Atari vezérigazgatójával, amely során átbeszélhették volna a tervezett leépítéseket, azt, hogy a kirúgott alkalmazottak ugyanannyi kárpótlást kapjanak, mint amennyit az Atari munkásai kapnának, valamint, hogy tisztább képet kapjanak a vállalkozás jövőjéről és pénzügyi hátteréről.